# Putnam (Oklahoma)
Putnam es un pueblo ubicado en el condado de Dewey en el estado estadounidense de Oklahoma. En el año 2010 tenía una población de 		29 habitantes y una densidad poblacional de 96,67 personas por km².

## Geografía
Putnam se encuentra ubicado en las coordenadas 35°51′23″N 98°58′7″O / 35.85639, -98.96861 (35.856334, -98.968550).

## Demografía
Según la Oficina del Censo en 2000 los ingresos medios por hogar en la localidad eran de $40,417 y los ingresos medios por familia eran $42,083. Los hombres tenían unos ingresos medios de $16,875 frente a los $15,625 para las mujeres. La renta per cápita para la localidad era de $17,928. Alrededor del 3.4% de la población estaban por debajo del umbral de pobreza.